# Нидарос (тауншип, Миннесота)
Нидарос (англ. Nidaros) — тауншип в округе Оттер-Тейл, Миннесота, США. На 2000 год его население составило 317 человек.

## География
По данным Бюро переписи населения США площадь тауншипа составляет 89,3 км², из которых 80,0 км² занимает суша, а 9,3 км² — вода (10,39 %).

## Демография
По данным переписи населения 2000 года здесь находились 317 человек, 133 домохозяйства и 96 семей. Плотность населения —  4,0 чел./км². На территории тауншипа расположено 308 построек со средней плотностью 3,9 построек на один квадратный километр. Расовый состав населения: 99,05 % белых и 0,95 % приходится на две или более других рас. Испанцы или латиноамериканцы любой расы составляли 0,95 % от популяции тауншипа.
Из 133 домохозяйств в 21,1 % воспитывались дети до 18 лет, в 65,4 % проживали супружеские пары, в 4,5 % проживали незамужние женщины и в 27,1 % домохозяйств проживали несемейные люди. 26,3 % домохозяйств состояли из одного человека, при том 16,5 % из — одиноких пожилых людей старше 65 лет. Средний размер домохозяйства — 2,38, а семьи — 2,85 человека.
20,5 % населения — младше 18 лет, 5,7 % — в возрасте от 18 до 24 лет, 19,2 % — от 25 до 44, 31,2 % — от 45 до 64, и 23,3 % — старше 65 лет. Средний возраст — 48 лет. На каждые 100 женщин приходилось 105,8 мужчин. На каждые 100 женщин старше 18 приходилось 110,0 мужчин.
Средний годовой доход домохозяйства составлял 30 000 долларов, а средний годовой доход семьи —  37 969 долларов. Средний доход мужчин —  31 250  долларов, в то время как у женщин — 13 500. Доход на душу населения составил 16 234 доллара. За чертой бедности находились 2,2 % семей и 3,9 % всего населения тауншипа, из которых 4,2 % младше 18 и 2,4 % старше 65 лет.